# 何塞·華金·德·奧爾梅多國際機場
何塞·華金·德·奧爾梅多國際機場（西班牙語：Aeropuerto Internacional José Joaquín de Olmedo）是厄瓜多爾第一大城市瓜亞基爾的一座機場，位於瓜亞基爾市中心。
該機場以1845年間就任厄瓜多爾臨時政府總統的何塞·華金·德·奧爾梅多（José Joaquín de Olmedo）命名。

## 航空公司及目的地
| 航空公司             | 目的地                                                                     |
| -------------------- | -------------------------------------------------------------------------- |
| 墨西哥國際航空       | 墨西哥城（2019年5月1日首航）                                               |
| 歐洲航空             | 馬德里                                                                     |
| 美國航空             | 邁亞密                                                                     |
| 厄瓜多爾哥倫比亞航空 | 巴爾特拉、波哥大、卡利、利馬、基多、聖克立托巴                             |
| 薩爾瓦多哥倫比亞航空 | 聖薩爾瓦多                                                                 |
| Avior                | 加拉加斯                                                                   |
| 巴拿馬航空           | 巴拿馬城－托庫門                                                           |
| 捷藍航空             | 勞德代爾堡（2019年2月28日首航）                                            |
| 荷蘭皇家航空         | 阿姆斯特丹                                                                 |
| 雷射航空             | 加拉加斯                                                                   |
| 厄瓜多爾南美航空     | 巴爾特拉、利馬、馬德里、紐約－甘迺迪、基多、聖克立托巴、聖地亞哥           |
| Plus Ultra           | 馬德里（2019年7月12日首航）                                                |
| 精神航空             | 勞德代爾堡                                                                 |
| 厄瓜多航空           | 巴爾特拉、波哥大、科卡、昆卡、勞德代爾堡、拉塔昆加、洛哈、基多、聖克立托巴 |